# Эппс, Маркус (игрок в американский футбол)
Маркус Эппс (англ. Marcus Epps, 27 января 1996, Бербанк, Калифорния) — профессиональный американский футболист, выступающий на позиции сэйфти в клубе НФЛ «Филадельфия Иглз».

## Биография
Маркус Эппс родился 27 января 1996 года в Бербанке. Он окончил старшую школу Эдисон в Хантингтон-Бич, затем, на общих основаниях, без спортивной стипендии, поступил в Вайомингский университет.

### Любительская карьера
Сезон 2014 года Эппс провёл в статусе освобождённого игрока, не принимая участия в матчах. В NCAA он дебютировал в 2015 году, принял участие в одиннадцати играх, сделав 83 захвата — третий результат в команде. Суммарно за свою карьеру Маркус сыграл за команду в 47 матчах, во всех выходил в стартовом составе. Он стал первым игроков в истории университета, выбиравшимся капитаном в течение трёх лет. В ноябре 2018 года Эппс вошёл в число претендентов на Берлсуорт Трофи, награду лучшему игроку студенческого футбола, начинавшему карьеру без спортивной стипендии. 

#### Статистика выступлений в NCAA
| Сезон | Команда          | Игры | Захваты | Захваты | Захваты | Захваты | Захваты | Перехваты | Перехваты | Перехваты | Перехваты | Перехваты | Фамблы | Фамблы | Фамблы | Фамблы |
| Сезон | Команда          | Игры | Solo    | Ast     | Tot     | Loss    | Sk      | Int       | Yds       | Y/R       | TD        | PD        | FR     | Yds    | TD     | FF     |
| ----- | ---------------- | ---- | ------- | ------- | ------- | ------- | ------- | --------- | --------- | --------- | --------- | --------- | ------ | ------ | ------ | ------ |
| 2015  | Вайоминг Каубойс | 11   | 59      | 24      | 83      | 2,0     | 0,0     | 2         | 27        | 13,5      | 0         | 4         | 0      | 0      | 0      | 1      |
| 2016  | Вайоминг Каубойс | 14   | 72      | 39      | 111     | 6,0     | 0,0     | 3         | 94        | 31,3      | 1         | 6         | 3      | 0      | 0      | 2      |
| 2017  | Вайоминг Каубойс | 13   | 42      | 26      | 68      | 5,0     | 1,0     | 4         | 90        | 22,5      | 0         | 4         | 1      | 0      | 0      | 1      |
| 2018  | Вайоминг Каубойс | 12   | 41      | 21      | 62      | 5,5     | 1,0     | 0         | 0         | 0,0       | 0         | 8         | 0      | 0      | 0      | 1      |
| Всего | Всего            | 47   | 214     | 110     | 324     | 18,5    | 2,0     | 9         | 211       | 23,4      | 1         | 22        | 4      | 0      | 0      | 5      |

### Профессиональная карьера
Перед драфтом НФЛ 2019 года Эппс не получил приглашение на съезд скаутов в Индианаполисе. Он принял участие в показательных тренировках в университете с хорошими результатами в беге на 40 ярдов, прыжках в высоту и длину. На драфте в шестом раунде под общим 191 номером Эппс был выбран «Миннесотой».
Эппс принял участие в восьми из девяти игр «Вайкингс» с начала сезона, сделав один захват. Шестого ноября клуб выставил его на драфт отказов, чтобы освободить место в составе для Эндрю Сендехо. На следующий день Маркус был взят «Филадельфией». В составе «Иглз» он стал третьим сэйфти в ротации и редко задействовался в матчах координатором защиты Джимом Шварцем. В семи играх Эппс провёл на поле 210 снэпов в защите и специальных командах. 

#### Статистика выступлений в НФЛ

##### Регулярный чемпионат
| Сезон | Команда            | Игры | Захваты | Захваты | Захваты | Захваты | Захваты | Перехваты | Перехваты | Перехваты | Перехваты | Перехваты | Фамблы | Фамблы | Фамблы | Фамблы |
| Сезон | Команда            | Игры | Solo    | Ast     | Tot     | Loss    | Sk      | Int       | Yds       | Y/R       | TD        | PD        | FR     | Yds    | TD     | FF     |
| ----- | ------------------ | ---- | ------- | ------- | ------- | ------- | ------- | --------- | --------- | --------- | --------- | --------- | ------ | ------ | ------ | ------ |
| 2019  | Миннесота Вайкингс | 8    | 1       | 0       | 1       | 0       | 0,0     | 0         | 0         | 0,0       | 0         | 0         | 0      | 0      | 0      | 0      |
| 2019  | Филадельфия Иглз   | 7    | 5       | 1       | 5       | 0       | 0,0     | 0         | 0         | 0,0       | 0         | 0         | 0      | 0      | 0      | 0      |
| Всего | Всего              | 15   | 5       | 1       | 6       | 0       | 0,0     | 0         | 0         | 0,0       | 0         | 0         | 0      | 0      | 0      | 0      |

##### Плей-офф
| Сезон | Команда          | Игры | Захваты | Захваты | Захваты | Захваты | Захваты | Перехваты | Перехваты | Перехваты | Перехваты | Перехваты | Фамблы | Фамблы | Фамблы | Фамблы |
| Сезон | Команда          | Игры | Solo    | Ast     | Tot     | Loss    | Sk      | Int       | Yds       | Y/R       | TD        | PD        | FR     | Yds    | TD     | FF     |
| ----- | ---------------- | ---- | ------- | ------- | ------- | ------- | ------- | --------- | --------- | --------- | --------- | --------- | ------ | ------ | ------ | ------ |
| 2019  | Филадельфия Иглз | 1    | 2       | 1       | 3       | 0       | 0,0     | 0         | 0         | 0,0       | 0         | 0         | 0      | 0      | 0      | 0      |
| Всего | Всего            | 1    | 2       | 1       | 3       | 0       | 0,0     | 0         | 0         | 0,0       | 0         | 0         | 0      | 0      | 0      | 0      |